# Élections municipales de 2013 dans Les Collines-de-l'Outaouais
 (juillet 2025).
Si vous disposez d'ouvrages ou d'articles de référence ou si vous connaissez des sites web de qualité traitant du thème abordé ici, merci de compléter l'article en donnant les références utiles à sa vérifiabilité et en les liant à la section « Notes et références ».
Pour un article plus général, voir Élections municipales de 2013 en Outaouais.
Cet article concerne les élections municipales de 2013 en Outaouais dans la municipalité régionale de comté dans Les Collines-de-l'Outaouais.

## Cantley
| Candidats pour la mairie       | Vote  | %     |
| ------------------------------ | ----- | ----- |
| Madeleine Brunette             | 2 122 | 62,23 |
| Alexandre Marion               | 1 288 | 37,77 |
| Taux de participation : 47,7 % |       |       |

| Candidats district des Monts (1) | Vote | %     |
| -------------------------------- | ---- | ----- |
| Aimé Sabourin                    | 338  | 56,71 |
| Michel Pélissier (Sortant)       | 258  | 43,29 |

| Candidats district des Près (2) | Vote | %     |
| ------------------------------- | ---- | ----- |
| Marcel Beaudry                  | 339  | 45,63 |
| Marc Saumier                    | 311  | 41,86 |
| Xavier Lecat                    | 93   | 12,52 |

| Candidats district de la Rive (3) | Vote | %     |
| --------------------------------- | ---- | ----- |
| Albert Potvin                     | 366  | 65,12 |
| Louis Hamelin                     | 108  | 19,22 |
| Edward Knopp                      | 88   | 15,66 |

| Candidats district du Parc (4) | Vote | %     |
| ------------------------------ | ---- | ----- |
| Sarah Plamondon                | 188  | 38,37 |
| Rémy Paquette                  | 176  | 35,92 |
| Kristina Jensen                | 126  | 25,71 |

| Candidats district des Érables (5) | Vote | %     |
| ---------------------------------- | ---- | ----- |
| Louis Simon Joanisse               | 305  | 48,49 |
| François Blain                     | 173  | 27,50 |
| Fernand Léveillé                   | 151  | 24,01 |

| Candidats district des Lacs (6) | Vote | %     |
| ------------------------------- | ---- | ----- |
| Marjolaine Gauthier             | 171  | 45,97 |
| Jean Ménard                     | 145  | 38,98 |
| Pierre Caouette                 | 56   | 15,05 |

## Chelsea
| Candidats pour la mairie       | Vote  | %     |
| ------------------------------ | ----- | ----- |
| Caryl Green (Sortante)         | 1 319 | 51,44 |
| Marcel Gauvreau                | 818   | 31,90 |
| Anne Gazley                    | 427   | 16,65 |
| Taux de participation : 51,8 % |       |       |

| Candidats conseiller #1 | Vote            | %               |
| ----------------------- | --------------- | --------------- |
| Simon Joubarne          | Sans opposition | Sans opposition |

| Candidats conseiller #2 | Vote | %     |
| ----------------------- | ---- | ----- |
| Pierre Guenard          | 215  | 53,09 |
| Sylvain Côté            | 190  | 46,91 |

| Candidats conseiller #3       | Vote | %     |
| ----------------------------- | ---- | ----- |
| Barbara Martin                | 150  | 36,41 |
| Geoff Bleich                  | 144  | 34,95 |
| Charlotte Laforest (Sortante) | 118  | 28,64 |

| Candidats conseiller #4 | Vote | %     |
| ----------------------- | ---- | ----- |
| Elizabeth Macfie        | 246  | 46,50 |
| Kay Kerman (Sortante)   | 244  | 46,12 |
| Gordon Patrick Hendrick | 39   | 7,37  |

| Candidats conseiller #5 | Vote | %     |
| ----------------------- | ---- | ----- |
| Jean-Paul Leduc         | 234  | 61,26 |
| Lisa Nanni              | 148  | 38,74 |

| Candidats conseiller #6 | Vote | %     |
| ----------------------- | ---- | ----- |
| Yves Bethencourt        | 232  | 54,98 |
| Gilles Paré             | 190  | 45,02 |

## L'Ange-Gardien
| Candidats pour la mairie       | Vote  | %     |
| ------------------------------ | ----- | ----- |
| Robert Goulet (Sortant)        | 1 016 | 59,00 |
| Jacques Perron                 | 706   | 41,00 |
| Taux de participation : 43,9 % |       |       |

| Candidats district du Lièvre (1) | Vote | %     |
| -------------------------------- | ---- | ----- |
| Luc Verner                       | 136  | 53,54 |
| Philippe Fredette (Sortant)      | 118  | 46,46 |

| Candidats district du Lac Donaldson (2) | Vote | %     |
| --------------------------------------- | ---- | ----- |
| Martin Proulx                           | 192  | 62,14 |
| Paul Mongeon (Sortant)                  | 117  | 37,86 |

| Candidats district du Plateau (3) | Vote | %     |
| --------------------------------- | ---- | ----- |
| Alain Gilbert (Sortant)           | 173  | 66,54 |
| Maurice Chenevert                 | 87   | 33,46 |

| Candidats district Glen-Almond (4) | Vote | %     |
| ---------------------------------- | ---- | ----- |
| Luc Prud'homme                     | 163  | 54,15 |
| Lyette Fortin                      | 138  | 45,85 |

| Candidats district des Arpents-Verts (5) | Vote            | %               |
| ---------------------------------------- | --------------- | --------------- |
| Marc Louis-Seize (Sortant)               | Sans opposition | Sans opposition |

| Candidats district Carrière (6) | Vote            | %               |
| ------------------------------- | --------------- | --------------- |
| Sébastien Renaud (Sortant)      | Sans opposition | Sans opposition |

## La Pêche
| Candidats pour la mairie  | Vote            | %               |
| ------------------------- | --------------- | --------------- |
| Robert Bussière (Sortant) | Sans opposition | Sans opposition |

| Candidats conseiller #1    | Vote            | %               |
| -------------------------- | --------------- | --------------- |
| Jocelyne Ménard (Sortante) | Sans opposition | Sans opposition |

| Candidats conseiller #2  | Vote | %     |
| ------------------------ | ---- | ----- |
| Michel Gervais (Sortant) | 263  | 63,37 |
| Stéphane Briand          | 152  | 36,63 |

| Candidats conseiller #3   | Vote | %     |
| ------------------------- | ---- | ----- |
| Christian Blais (Sortant) | 207  | 51,75 |
| Simon Ferraton            | 193  | 48,25 |

| Candidats conseiller #4       | Vote | %     |
| ----------------------------- | ---- | ----- |
| Jean-Paul Brisebois (Sortant) | 230  | 48,73 |
| Josh Zambrowsky               | 169  | 35,81 |
| Michel Babin                  | 73   | 15,47 |

| Candidats conseiller #5              | Vote            | %               |
| ------------------------------------ | --------------- | --------------- |
| Jacqueline Lambert-Madore (Sortante) | Sans opposition | Sans opposition |

| Candidats conseiller #6 | Vote | %     |
| ----------------------- | ---- | ----- |
| Claude Giroux           | 206  | 48,47 |
| Nathalie Poirier        | 180  | 42,35 |
| Serge Turcotte          | 39   | 9,18  |

## Pontiac
| Candidats pour la mairie       | Vote | %     |
| ------------------------------ | ---- | ----- |
| Roger Larose                   | 983  | 51,28 |
| Edward McCann (Sortant)        | 934  | 48,72 |
| Taux de participation : 42,7 % |      |       |

| Candidats conseiller #1 | Vote | %     |
| ----------------------- | ---- | ----- |
| Nancy Draper-Maxsom     | 245  | 64,47 |
| Heather Desabrais       | 135  | 35,53 |

| Candidats conseiller #2 | Vote | %     |
| ----------------------- | ---- | ----- |
| R. Denis Dubé           | 173  | 47,40 |
| Sara-Lynn McCann        | 116  | 31,78 |
| Curtis Hudson           | 76   | 20,82 |

| Candidats conseiller #3 | Vote | %     |
| ----------------------- | ---- | ----- |
| Thomas Howard (Sortant) | 170  | 67,63 |
| Lindsay Hamilton        | 125  | 42,37 |

| Candidats conseiller #4   | Vote | %     |
| ------------------------- | ---- | ----- |
| Inès Pontiroli (Sortante) | 184  | 64,56 |
| James Ward Eggleton       | 101  | 35,44 |

| Candidats conseiller #5    | Vote | %     |
| -------------------------- | ---- | ----- |
| Brian Middlemiss (Sortant) | 182  | 67,91 |
| Pierre Gervais             | 86   | 32,09 |

| Candidats conseiller #6 | Vote | %     |
| ----------------------- | ---- | ----- |
| Jean Ayotte (Sortant)   | 207  | 66,13 |
| William Twolan          | 106  | 33,87 |

## Val-des-Monts
| Candidats pour la mairie       | Vote  | %     |
| ------------------------------ | ----- | ----- |
| Jacques Laurin                 | 1 101 | 34,19 |
| Jean Lafrenière (Sortant)      | 1 065 | 33,07 |
| Michel B. Gauthier             | 1 054 | 32,73 |
| Taux de participation : 33,9 % |       |       |

| Candidats conseiller #1   | Vote            | %               |
| ------------------------- | --------------- | --------------- |
| Gaétan Thibault (Sortant) | Sans opposition | Sans opposition |

| Candidats conseiller #2 | Vote | %     |
| ----------------------- | ---- | ----- |
| Pauline Lafrenière      | 358  | 61,94 |
| Pierre Lemieux          | 129  | 22,32 |
| Guy Dostaler            | 91   | 15,74 |

| Candidats conseiller #3 | Vote | %     |
| ----------------------- | ---- | ----- |
| Claude Bergeron         | 344  | 59,21 |
| Élyse Schingh           | 155  | 26,68 |
| André Renaud            | 82   | 14,11 |

| Candidats conseiller #4  | Vote | %     |
| ------------------------ | ---- | ----- |
| Jules Dagenais (Sortant) | 290  | 52,35 |
| Patrick Karpat           | 264  | 47,65 |

| Candidats conseiller #5   | Vote | %     |
| ------------------------- | ---- | ----- |
| Mireille Brazeau          | 333  | 62,36 |
| Bernard Mailhot (Sortant) | 201  | 37,64 |

| Candidats conseiller #6   | Vote | %     |
| ------------------------- | ---- | ----- |
| Roland Tremblay (Sortant) | 262  | 51,98 |
| Linda N. Brière           | 242  | 48,02 |